# Roberto Urbay

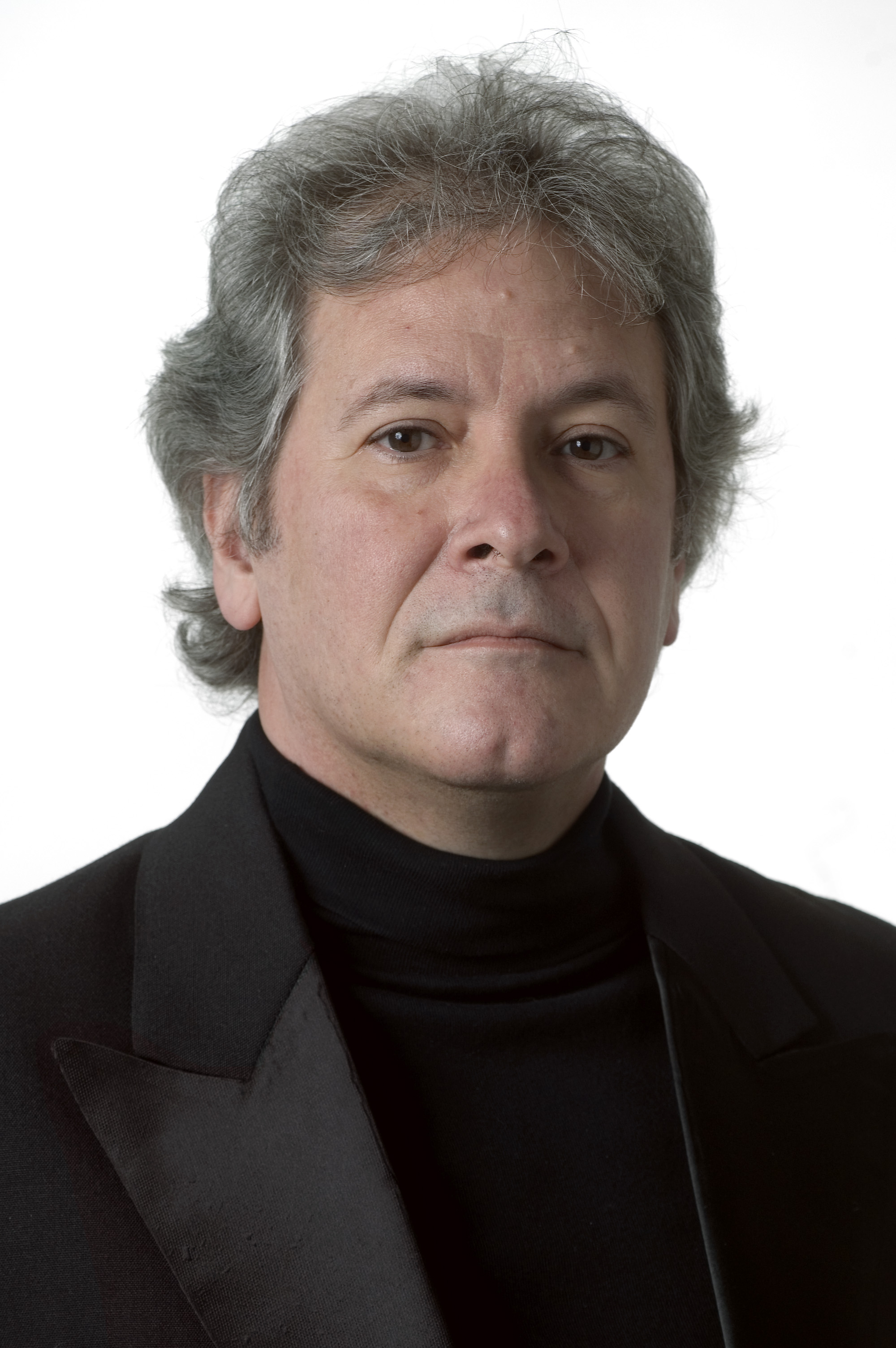
Roberto Urbay, 2007

Roberto Urbay Carrillo (* 8. August 1953 in Havanna) ist ein kubanischer Pianist und Musikpädagoge.
Der Sohn des Trompeters und langjährigen Direktors der Banda de Conciertos de Caibarién, Marcos Antonio Urbay Serafín, war an der Escuela Nacional de Música Schüler von Margot Rojas Mendoza und Silvio Rodríguez Cárdenas und 1973 am Moskauer Konservatorium von Jewhen Mohylewskyj. In Postgraduiertenkursen studierte er 1986–87 in Ungarn bei György Cziffra die Werke von Franz Liszt und bei Zoltán Kocsis die Werke von Béla Bartók.
Er unternahm Konzertreisen durch mehrere europäische Lander, die Sowjetunion, Korea, Japan, die Vereinigten Staaten, die Dominikanische Republik, Chile und Argentinien, nahm am  Queen-Elizabeth-, dem Van-Cliburn- und dem Franz-Liszt-Klavierwettbewerb (1978, 1981 und 1986) teil und erhielt 1973 den Preis der Unión de Escritores y Artistas de Cuba und 1977 den Kammermusikpreis beim Festival Interpodium in Bratislava. Er unterrichtete am  Conservatorio Amadeo Roldán und am Instituto Superior de Arte und gab Klavierklassen an der Universidad Nacional de Cuyo in Mendoza.